# Жатомля
Жатомля (рос. Жатомля) — село в Духовщинському районі Смоленської області Росії. Входить до складу Третьяковського сільського поселення.
Населення — 7 осіб (2007).

## Розташування
Розташоване в північній частині області за 5 км на північний схід від міста Духовщина. За 5 км на захід від села проходить автошлях Р 136 Смоленськ-Нелідово. За 23 км на південний захід від села знаходиться залізнична станція Ярцево на лінії Москва—Мінськ.

## Історія
За даними на 1859 рік у казенному селі Духовщинського повіту Смоленської губернії мешкало 82 особи (93 чоловічої статі та 89 — жіночої), налічувалось 18 дворових господарств.
У роки Німецько-радянської війни село окуповано гітлерівськими військами у липні 1941 року, звільнено у вересні 1943 року.